# 戴比尔斯
戴比爾斯（英語：De Beers）集团是一家南非-英国跨国公司，专门从事钻石行业，包括开采、开发、零售、刻字、分级、贸易和工业钻石生产。公司活跃于钻石矿的露天开采、井下开采、冲积开采和海岸开采，在博茨瓦纳、纳米比亚、南非和加拿大采矿，在35个国家开展业务。集团还在塞拉利昂运营手工采矿业务。
从1888年成立到21世纪初，戴比尔斯控制了全球80%到85%的钻石原石分销，被视为垄断企业。 截至2000年，该公司对全球钻石供应的控制下降到63%。
戴比尔斯由英国商人塞西尔·罗兹创办于1888年，出资人包括南非的钻石巨头阿尔弗雷德·拜特（英语：Alfred Beit）和伦敦的罗斯柴尔德银行。 1926年，欧内斯特·奥本海默被选为戴比尔斯董事，这位南非商人曾与美国金融家J·P·摩根共同创立了英美资源公司。 奥本海默建立并巩固了戴比尔斯在钻石行业的全球垄断地位，直到他1957年去世。此间他也卷入许多争议，包括价格操纵和托拉斯行为，并因为在二战期间未向美国提供军需的工业钻石受到指责。
2011年，英美资源以51亿美元（32亿英镑）的价格收购奥本海默家族持有的40%的戴比尔斯股份，结束了奥本海默家族对公司长达80年的持有。
2024年5月，英美资源宣布有意剥离或出售戴比尔斯。

## 公司历史
戴比尔斯的名字源于南非的荷兰定居者戴比尔斯兄弟。1871年，他们在奥兰治自由邦波舍夫区买下名为“前景”（荷兰语: Vooruitzicht）的农场，不久后有人在农场土地下挖到钻石，挖矿人蜂拥而至，他们无力抵挡闯入者，将农场转售给商人阿尔弗雷德·艾伯登。前景农场的土地上诞生了两个成功的钻石矿：金伯利矿和戴比尔斯矿。
1869年，83.5克拉的钻石“南非之星”在奥兰治河附近的霍普敦发现，引发钻石热潮， 塞西尔·罗兹向挖矿者出租水泵，由此发家。他将利润用于收购小型钻石矿的采矿权，很快扩张成为独立的采矿公司。 他又从罗斯柴尔德家族得到投资，进行业务扩张。1888年，巴尼·巴尔纳托 (Barney Barnato) 与塞西尔·罗兹名下的多家公司合并，创立了戴比尔斯联合矿业公司，在当时垄断了南非全国的钻石矿开采。1889年，罗兹和伦敦的珠宝业财团Diamond Syndicate达成战略协议，后者每年以议定的价格向戴比尔斯购买固定数量的钻石，从而控制钻石产出、稳定价格。 该协议的成功性很快得到证实——例如1891-1892年钻石市场不景气，双方很容易地削减了产量，维持了价格的稳定。罗兹很担心这个新形成的垄断格局被打破，1896年他对众股东说，公司“唯一的风险就是外面又开出新的钻石矿，人的本性就会让他们没命地工作，让我们大家都受损。”
第二次布尔战争使戴比尔斯联合矿业公司陷入麻烦。战争甫一爆发，金伯利市就被围困，危及公司价值连城的钻石矿。罗兹赶在围城之前搬进金伯利，以此向英国殖民政府施加政治压力，促使其投入更多军事资源解除围困。尽管与军方存在分歧， 罗兹还是将公司全部资源交给驻防部队支配，用于生产弹药、防御工事、一列装甲列车和名为“塞西尔长管炮”（英语：Long Cecil）的火炮。
1898年，德兰士瓦省比勒陀利亚附近的农场发现了钻石，随后开出Primier钻石矿。Primier矿于1902年登记注册，1905年，这里挖出了迄今最大的天然原钻库里南钻石（2003年，Primier矿更名为库里南矿）。 然而该矿矿主拒绝加入戴比尔斯的矿业垄断联盟，而向两家独立的钻石商伯纳德·奥本海默和歐內斯特·奧本海默出售钻石，这削弱了戴比尔斯的市场地位。 钻石权威、1908年成为戴比尔斯董事长的弗朗西斯·欧茨当时对Primier矿以及德属西南非洲发现的新钻石矿不以为然。 然而这些新矿的产量很快和戴比尔斯旗下矿场的总出产量持平。歐內斯特·奧本海默成为伦敦珠宝业财团在当地的代理，不到十年当上金伯利市长。奥本海默很清楚戴比尔斯成功的核心道理，他在1910年说：“常识告诉我们，提高钻石价值的唯一方法就是使它们变得稀缺，也就是减少产量。”
第一次世界大战时，库里南礦最终并入戴比尔斯。到1902年罗兹去世时，戴比尔斯已控制了全球90%的钻石产量。1926年，欧内斯特·奥本海默通过购买股份进入公司董事会成员， 1929年接任戴比尔斯董事长。 奧本海默非常关注1908年在德属西南非洲发现的钻石矿，担心供应量增加会导致钻石充斥市场、价格下跌。
1930年代初期，戴比尔斯进行的研制试验很大程度上开创了金刚石钻头在地质钻探中的使用，而这一创新也部分促成了后来的自由邦淘金潮。
1955年5月，欧内斯特·奥本海默成立了新的总部，统合了英美资源集团和戴比尔斯集团的业务。 1957年11月欧内斯特去世后，两个集团的经营权交给他的儿子哈里·奥本海默。 哈里治下，公司业务扩展到多个国家，包括加拿大、澳大利亚、马来西亚、葡萄牙、赞比亚和坦桑尼亚。 在南非，哈里反对种族隔离制度，认为它阻碍了经济增长。 尽管如此，戴比尔斯仍然因在种族隔离时期从既有体制中获利而受到批评。 到1973年，英美资源集团和戴比尔斯集团占南非国民生产总值的10%和出口的30%。
在1960年代和1970年代，戴比尔斯尝试秘密进入美国钻石市场，但在1975年不得不剥离其美国资产，以避免违反美国反垄断法的风险。 哈里·奥本海默于1982年12月辞去英美资源集团和戴比尔斯集团董事长和董事职务。

### 钻石垄断的结束
自20世纪以来，戴比尔斯公司用各种手段维持其在国际钻石市场的支配地位。 它先是游说独立生产商加入自己的渠道垄断，如果对方不从，它就向市场大量投放与这些厂商产品类似的钻石，压低该品类的价格，削薄厂商利润。它还收购、囤积其他生产商出产的或生产过剩的钻石，通过限量供应来维持价格。 在钻石价格自然下跌时，例如大萧条时期，戴比尔斯也收购市面上的钻石，再通过收缩供应来使钻石价值回升。
2000年，由于加拿大和澳大利亚的生产商决定在戴比尔斯渠道以外分销钻石， 以及围绕“血钻”的负面宣传日益增多，戴比尔斯不得不通过限制销售自身开采的产品来保护其形象。 戴比尔斯的商业模式因此发生改变。
更加分散、竞争激烈的钻石市场，更高的市场透明度和流动性， 导致戴比尔斯在1980年代高达90%的钻石原石市场份额下降到2019年的29.5%。
2011年11月，奥本海默家族宣布将其在戴比尔斯的全部40%股份出售给英美资源集团，后者对公司的持股因此提高到85%（其余15%由博茨瓦纳共和国政府持有）。 该交易价值32亿英镑（51亿美元）现金，结束了奥本海默家族对戴比尔斯长达80年的所有权。
2020年，戴比尔斯公司发表了一份价值观变革的声明，向世界承诺不再使用奴工。

## 运作
在博茨瓦纳戴比尔斯通过Debswana公司与博茨瓦纳共和国政府合作开发钻石矿，双方各占50%的股份。在纳米比亚以相同的方式与纳米比亚政府开发，公司名称是Namdeb。而在南非戴比尔斯通过占74%股份的De Beers Consolidated Mines（DBCM）公司进行开发，其余26％的股份由Ponahalo投资公司占有。在2007年戴比尔斯开始在加拿大西北部的Snap Lake Mine进行生产，这是该公司首次在非洲以外进行开采。在2008年7月它又在加拿大安大略省的Victor Mine开始了开采。
该公司的粗加工钻石贸易都是通过DTC（The Diamond Trading Company）公司进行的，该公司在南非、博茨瓦纳、纳米比亚、英国通过合资和独资形式进行运作。以贸易额计算，所有来自不同国家的DTC公司进行了全世界大约40%的钻石贸易。
戴比尔斯的所有子公司和关联公司在全世界五大洲拥有大约两万名员工，在非洲有大约一万七千名员工。约有7000人在博茨瓦纳工作，超过7100人在南非工作，3800人在纳米比亚，700人在加拿大，800人在勘探部门。

## 商业结构
戴比尔茨投资公司（De Beers Investments）是由在卢森堡注册的戴比尔斯公司（De Beers Societe Anonyme, DBSA）控股的私人企业。投资公司的股权结构为：Anglo American plc占45%，奥本海姆家族占40%，博茨瓦纳政府占15%。DBSA是戴比尔斯集团的管理公司。

### 集团公司
戴比尔斯的公司群在钻石贸易的价值链上占据了重要位置，这些公司有：
- 戴比尔斯加拿大公司 - 开采
- 戴比尔斯采矿公司 - 开采
- 戴比尔斯钻石珠宝 - 零售
- Debswana－开采
- Diamdel－贸易
- Diamond Trading Company - 贸易
- Diamond Trading Company博茨瓦纳 - 贸易
- Diamond Trading Company南非 - 贸易
- Element Six－尖端材料 / 工业钻石
- Forevermark - 零售
- Namdeb - 开采
- Diamond Trading Company纳米比亚 - 贸易

#### DTC（The Diamond Trading Company）
DTC进行了戴比尔斯集团的粗加工钻石的销售和贸易部分的工作。该公司负责对钻石进行分拣、定价以及销售，以贸易额计算，该公司及其附属公司进行了全世界大约40%的钻石贸易。现在，DTC共拥有南非的DTCSA，博茨瓦纳的DTCB，纳米比亚的NDTC和英国的DTC四家独资或者合资子公司。
由DTC销售的钻石，大部分都来源于戴比尔斯所拥有的位于南非和加拿大的采矿公司，其他则来自于和博茨瓦纳和纳米比亚政府合资的采矿公司。
在伦敦、金伯利、Windhoek和Gaborone的技师将为DTC采购商从尺寸、形状、品质、颜色这些方面将粗加工钻石分为大约一万两千个不同的类别。DTC及其合作伙伴一共向79个采购商出售粗加工钻石。采购商每年会到伦敦、金伯利、Gaborone和Windhoek进行十次看样采购活动。2007年DTC的销售额是59亿美元。
DTC不断发展钻石加工技术，并且在英国运营了一家研究开发中心，以此来支持DTC在粗加工钻石各方面业务的技术领先地位，满足采购商的业务需求，同时也为DTC采矿国家的合作伙伴提供下游产业的支持。
戴比尔斯要求自己的采购商要遵循戴比尔斯操作规则（De Beers's Best Practice Principles），这些规则从商业、社会、环境责任等方面定义了一系列客观的行为准则。操作规则确保了戴比尔斯集团公司、采购商以及相应的第三方在伦理、法律、职业、社会和环境方面，都进行着合理的运作，都符合了金伯利宣言。

#### 戴比尔斯钻石珠宝
在2001年，戴比尔斯与法国奢侈品公司酩悅·軒尼詩－路易·威登集團成立了合资公司，该公司独立运作，经营戴比尔斯钻石珠宝。
这家名为“戴比尔斯钻石珠宝”（De Beers Diamond Jewellers Ltd）的公司主要销售钻石珠宝。第一家专营店于2002年在伦敦Old Bond大街作为品牌旗舰店开张。一年后，该品牌拓展到了亚洲，在日本开设了第一家专卖店。在美国的纽约第五大道和比弗利山的Rodeo Drive，戴比尔斯于2005年各开了一家零售店。到了2007年戴比尔斯在美国的零售店遍布拉斯维加斯、休斯顿和佛吉尼亚州的迈凯伦，同时戴比尔斯也积极尝试在电子商务方面通过网站进行更多销售。目前全世界各地的戴比尔斯零售店地址如下：
2017年3月23日戴比爾斯向酩悅·軒尼詩－路易·威登集團收購回自家De Beers Diamond Jewellers50%的股权。自此，戴比爾斯100%控股该品牌的零售业务。

| 欧洲 - 伦敦 - 倫敦OLD BOND STREET，倫敦HARRODS，倫敦SELFRIDGES - 巴黎 - 巴黎春天百貨 PRINTEMPS，巴黎老佛爺百貨 GALERIES LAFAYETTE - 莫斯科 - MOSCOW PETROVKA STREET，Vremena Goda Galleries 亚洲 - 中國大陸 - 北京 - 北京 – SKP - 南京 – 德基广场 - 上海 – IFC国金中心商场 - 天津 – 银河国际购物中心 - ALMATY ESENTAI MALL - 日本 - 东京 - JAPAN AFTER SALES SERVICE - 台灣 - 台北101 - 韓國 - Avenuel Lotte, Hyundai狎鷗亭 - 香港 - 香港九龍圓方，香港置地廣場，香港時代廣場 - 澳門 - 澳門銀河 | 中东 - 迪拜 - Dubai The Dubai Mall, 巴林世界貿易中心, KUWAIT AVENUES MALL, RIYADH CENTRIA MALL 美国 - 纽约 - 716 Madison Avenue, SAKS FIFTH AVENUE - 休斯顿 - The Galleria - 那不勒斯 - Waterside Shops | 加拿大 - 多倫多 - CF SHERWAY GARDENS - 溫哥華 - 1088 Alberni Street |  |  |

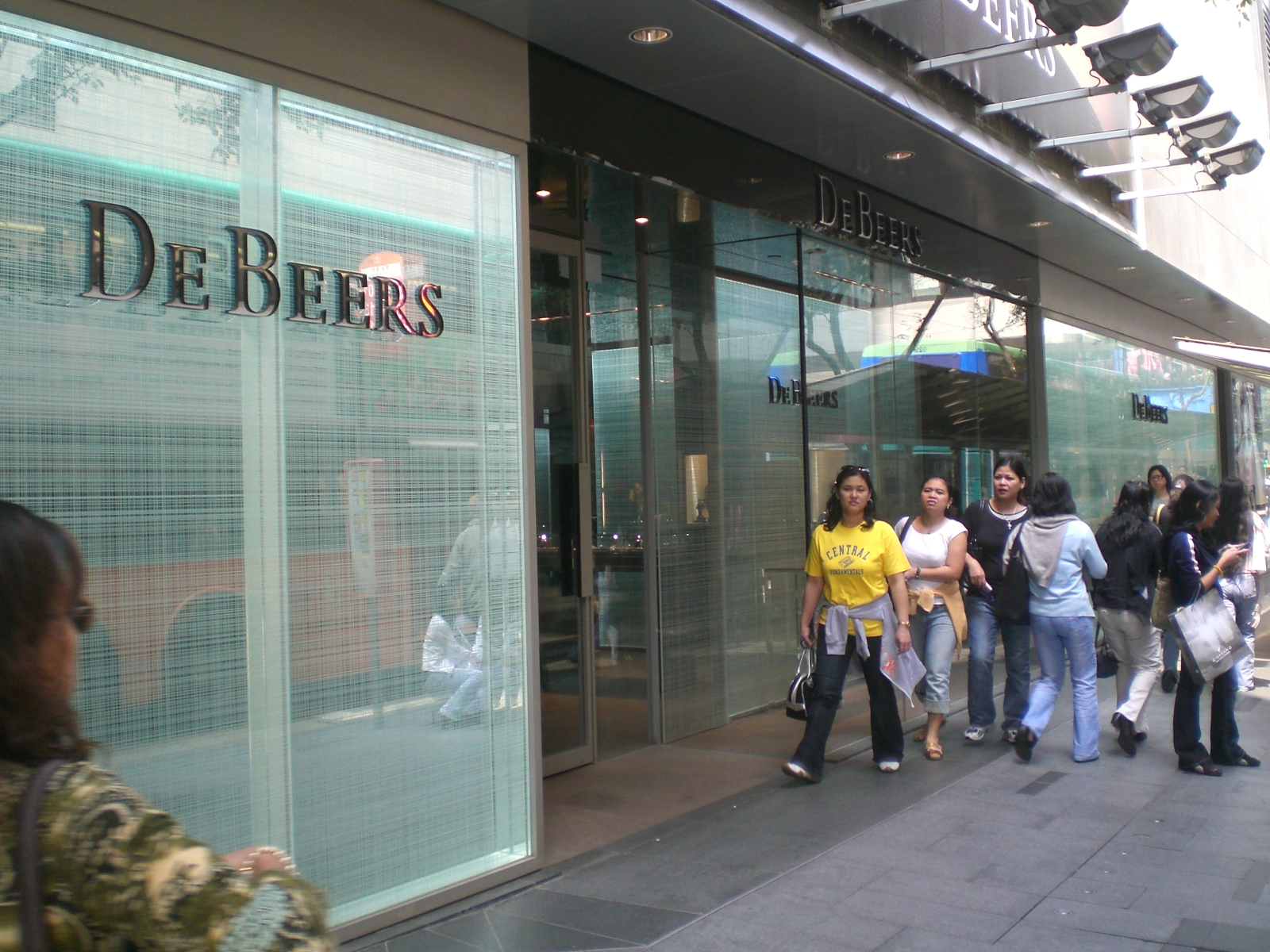
香港的戴比尔斯专卖店

## 市场营销
在上个世纪，戴比尔斯在提升消费者对钻石的需求上获得了很大的成功，在钻石业中一个最有效的市场策略是将其作为爱和承诺的象征。
一位年轻的广告文案编写人Frances Gerety，在1947年创作出一句经典广告语"A Diamond is Forever"（中文译作“钻石恒久远，一颗永留传”），当时她在一家名为N.W. Ayer & Son广告公司工作，是DE BEERS广告小组的成员之一，晚上她苦思冥想一句广告词，她最终在一张纸上写下`A Diamond Is Forever',第二天，她再看放在床头柜上写有这句话的纸时，她说：“我找到它了（I got it）”。
在2000年，《广告时代》提名“钻石恒久远，一颗永留传”为20世纪最佳广告语。
另一个成功的举措包括推出“永恒之戒（eternity ring）”（作为持久爱慕和感动的一个象征）“三部曲之戒（trilogy）”（代表了一段爱情关系的过去、现在及未来）“右手之戒（right hand ring）”（女士购买并佩戴，以作为独立的象征）
戴比尔斯被广泛熟知源自那部电视广告，其中有爱侣佩戴钻戒的剪影，和那首Karl Jenkins的Palladio之歌。

### 永恒印记（FOREVERMARK）
戴比尔斯已在香港，印度，日本发布永恒印记钻石。根据公司介绍，永恒印记钻石，即是“天然，未经加工，高品质原料，由精心挑选的专业钻石切割师切割并刨光”。永恒印记钻石均刻有标识及独一无二的认证编码。这些标刻只有0.05微米深，并应用戴比尔斯在英国梅登海和比利时安特卫普开发的技术。

## 法律纠纷、垄断以及价格控制

### 钻石珠宝
从2001年起，美国各州和联邦法院陆续收到了若干针对戴比尔斯的起诉。诉讼指控美国戴比尔斯公司非法地垄断了钻石供应，并且参与了调整、提高、控制钻石价格的行为。与此同时，也有针对误导广告的指控。尽管戴比尔斯否认了自己违法了任何法律，但是在2005年11月，该公司声称他们与控方达成了一项针对其在美国公司的民事和解协议。在2006年3月，三项其他民事指控也被添加到了前一年11月和解协议中。在2008年四月，戴比尔斯确认了新泽西州的联邦地方法院检察官Chesler已经裁决批准了一项和解协议，该协议要求戴比尔斯支付总额为两亿九千五百万美元的款项，为1994年1月1日到2006年3月31日之间购买了钻石珠宝的符合规定的消费者进行补偿。

### 工业钻石
在2004年戴比尔斯被判从1994年起与通用电气共同操纵工业用钻石价格有罪，需要向美国司法部支付一千万美元的罚金。

### 欧洲竞争委员会
在2006年2月，戴比尔斯因法律问题被欧盟委员会裁决不得从Alrosa公司购入粗加工钻石，有效期直到2008年底。在2007年1月，欧盟委员会裁决所有针对DTC公司的供应商选择策略的抗议提案均为无效。

### 合成鑽石
在2018年，向來堅持賣天然鑽石的戴比爾斯開始銷售合成鑽石。因為隨著中國的合成鑽石技術進步，成本逐漸下降。報導中引業者評論可能是戴比爾斯企圖讓消費者覺得合成鑽石是廉價品，從而區隔出天然鑽石和合成鑽石的市場，維持天然鑽石價格。

## 争议

### 战区钻石和金伯利进程
在20世纪90年代，戴比尔斯在整个非洲只会采购经过渠道鉴定其货款没有被用来资助反政府武装的裸钻。尽管作为主要的钻石贸易商，戴比尔斯仍然保持了自身没有交易战区钻石的口碑。到了1999年，在零容忍政策的驱使下，戴比尔斯停止了一切的合法钻石收购之外的贸易活动，使得该公司可以确保自己所有的钻石贸易都没有被用于进行战争。
在2000年12月，联合国大会通过了一项标志性的联合国决议，将要制定一项国际间的裸钻认证体系。到2002年11月，经过政府间、国际钻石业界以及各个国家的不同组织的协商和谈判，金伯利进程國際證書制度创立，这项认证规定了裸钻生产和贸易的一系列准则，自2003年起生效。
戴比尔斯声称该公司销售的钻石100%没有来自战争地区，并且符合交易国法律、金伯利进程认证体系以及该公司自己的操作规则。金伯利进程帮助了戴比尔斯重新恢复其业界声誉，并且也从另外一方面遏制了过度开采。

### 对博茨瓦纳丛林土著居民的强制搬迁
在博茨瓦纳，有一种由来已久的批评声音，是关于采矿企业戴比尔斯为了开采钻石资源，而将丛林土著居民迁至别处的问题。早在20世纪80年代，钻石资源被发现的时候，丛林土著居民就面临着来自政府的威胁。Survival International组织相信有一个部落已经在这片土地上生活了上万年，他们认为如此举动将是一场种族清洗，因此该组织进行了一些抗议活动。因为土著居民的狩猎和采集活动已经完全不适宜社会发展，他们的存在也并不利于保护野生动物资源，于是这些居民们就被当地政府施以压力，被迫离开他们的保留地。政府为了驱逐他们，切断了供水，增加了赋税，甚至还有罚款、殴打和酷刑。一些国际名模，比如Iman, Lily Cole和Erin O'Connor，他们曾经为戴比尔斯的钻石产品进行过广告，但是后来意识到了与日俱增的丑闻，现在开始调头支持对迁居行为的抗议。

### 可持续性
戴比尔斯公司每年都会发布由Maplecroft咨询公司协助进行的“年度股东报告”。该报告陈述了戴比尔斯公司的运营、经济、道德、员工、社区、环境、一系列案例、进程、以及相关的互联网网站。报告首次在2006年发布。经过Ethical公司杂志的评价，其结果是“透明的但不具有很好的可读性”。

## 流行文化
- 罪案小说作家Kris Hollington的一本书Diamond Geezers，是关于盗窃2000年11月在伦敦千禧穹顶展出的戴比尔斯千年钻石展览的小说。
- 1971年的邦德电影Diamonds Are Forever直接引用了戴比尔斯品牌。
- 喜剧演员Ron White（以Blue Collar Comedy Tour闻名）会在自己登台的时候使用戴比尔斯的口号变体“Diamonds... that'll shut her up”。
- 在2007年的喜剧电影Knocked Up中，Seth Rogan扮演的角色Ben Stone向Katherine Heigl扮演的角色Alison Scotte求婚，使用的是一个空的戒指盒。他说她没有戒指，但是总有一天他会送上名副其实的戒指，并且他已经选择了戴比尔斯。
- 在动画电视节目Family Guy曾经展现了一部虚构的戴比尔斯电视广告，并且使用的广告词是“Diamonds: She'll pretty much have to.”